# Konrad V. Geyer
Konrad V. Geyer († 22. Januar 1431) war von 1429 bis 1431 Abt des Benediktinerklosters in Münsterschwarzach.

## Leben
Über die Kindheit und Jugend des Abtes ist nichts überliefert, der Abt entstammte allerdings dem Adelsgeschlecht der Geyer, die im unterfränkischen Giebelstadt ihren Stammsitz hatten. Der junge Konrad wird nach seiner schulischen Ausbildung wohl ein Studium in der nahen Stadt Würzburg aufgenommen haben. Sein Gelübde legte er daraufhin im Würzburger Stadtkloster St. Burkard ab und wurde Propst auf der Festung Marienberg.
Wiederum in Erscheinung trat Konrad Geyer 1415, er wurde als Mönch des Burkarder Konvents erwähnt. Danach urkundete Geyer erneut am 1. August 1428 als „Probst uff unser Frawenberg“. Geyer bemühte sich schon zu Lebzeiten des Abtes Kaspar von Schaumbergs um die Ablösung des ungeliebten Prälaten. Erst Ende der zwanziger Jahre des 15. Jahrhunderts hatte er Erfolg. Am 15. Dezember 1429 wurde Konrad V. Geyer als neuer Abt von Münsterschwarzach von Papst Martin V. bestätigt.
Allerdings war der neue Abt vom Würzburger Bischof Johann II. von Brunn eingesetzt worden und wurde deshalb vom Münsterschwarzacher Konvent nicht anerkannt. Anders als sein Vorgänger setzten die Mönche den Abt jedoch nicht ab, da er kurz nach seinem Antritt an Aussatz erkrankte. Hieran verstarb Konrad V. Geyer auch. Als Todesdatum findet sich im Münsterschwarzacher Nekrolog der 22. Januar. Das Todesjahr war wohl 1431.

## Wappen

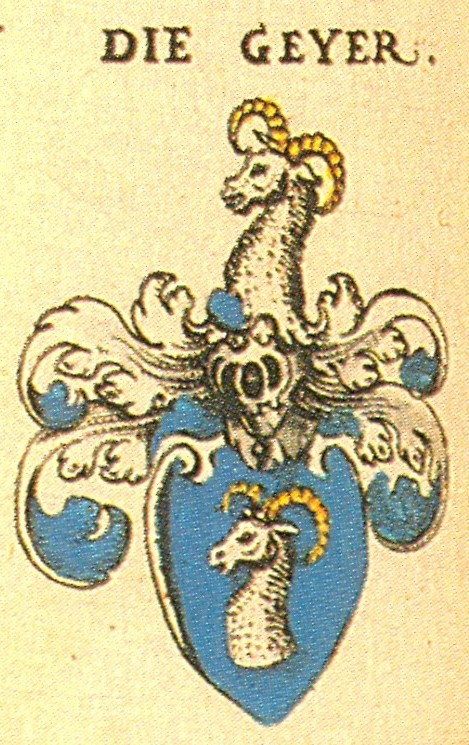
Das Familienwappen nach Siebmacher

Ein persönliches Wappen ist für Abt Konrad V. Geyer nicht überliefert. Da er jedoch Teil des Adelsgeschlecht der Geyer war, hat sich das Familienwappen erhalten. Beschreibung des Familienwappens: In Blau ein silberner Widder- oder Bocksrumpf mit goldenen Hörnern; auf dem Helm mit blau-silbernen Decken ein wachsender, silberner Bocksrumpf mit goldenen Hörnern.